# Moregem

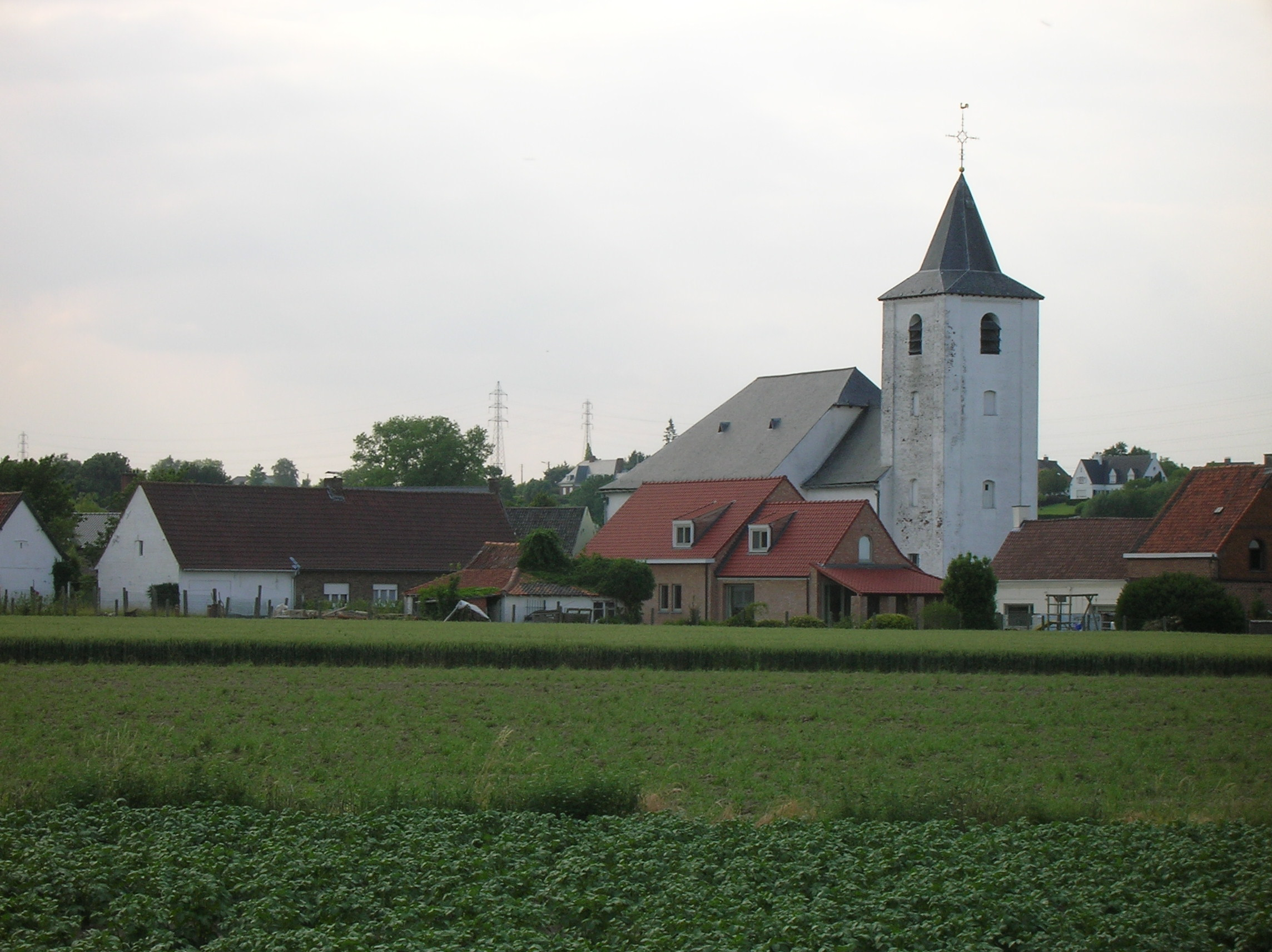
Sint-Pietersstoel-Kirche

Moregem ist ein Ortsteil der Gemeinde Wortegem-Petegem in der Provinz Ostflandern in Belgien mit 250 Einwohnern. Sie liegt am linken Ufer der Schelde. Moregem liegt 25 km südlich von Gent.
In Anzegem, Oudenaarde, Waregem und Ronse befinden sich die nächsten Regionalbahnhöfe und in Gent halten auch überregionale Schnellzüge.

## Persönlichkeiten
- Roger Vindevogel (* 1937), Radrennfahrer